# مسابقات تیراندازی قهرمانی آسیا ۲۰۱۵
مسابقات تیراندازی قهرمانی آسیا ۲۰۱۵ بین تا ۱۲ نوامبر در کویت برگزار شد. این مسابقات قرار بود یک مسابقات انتخابی آسیایی برای بازی‌های المپیک تابستانی ۲۰۱۶ ریو باشد. با این حال، زمانی که IOC کمیته ملی المپیک کویت را به دلیل دخالت دولت تعلیق کرد، این رویداد مقدماتی وضعیت خود را در المپیک ریو از دست داد.

یایر داویدویتز، نماینده فنی فدراسیون بین‌المللی ورزش تیراندازی اسرائیل (ISSF)، قرار بود بر رویداد کویت برای ISSF در سال ۲۰۱۵ نظارت کند. کویت ویزای اسرائیل را برای مسابقات قهرمانی تیراندازی آسیا ۲۰۱۵ که در اصل مسابقاتی بود که سهمیه‌های آسیایی را برای المپیک ۲۰۱۶ ریو ارائه می‌کرد، رد کرد و داویدویتز توسط کمیته بین‌المللی المپیک و ISSF حمایت شد و مسابقات مقدماتی به دهلی نو هند منتقل شد. . IOC گفت:
این تصمیم پس از آن گرفته شد که نماینده فنی تعیین شده از ISSF، یایر داویدویچ (اسرائیل) که قرار بود از طرف ISSF بر این رویداد نظارت کند، از سوی اداره مهاجرت کویت رد شد. رد ویزا برخلاف اصل عدم تبعیض منشور المپیک است.»

## خلاصه مدال

### مردان
| بازی‌ها                       | طلا                                                                 | نقره                                                        | برنز                                                                            |
| 10 m air pistol              | جین جونگ-او · کرهٔ جنوبی                                             | پانگ وی · چین                                               | Pu Qifeng · چین                                                                 |
| 10 m air pistol team         | چین · پانگ وی · Pu Qifeng · وانگ ژی‌وی                               | کره جنوبی · جین جونگ-او · Kim Cheong-yong · Lee Dae-myung   | ویتنام · هوانگ سوان وین · Nguyễn Hoàng Phương · Trần Quốc Cường                 |
| 25 m center fire pistol      | Jang Dae-kyu · کرهٔ جنوبی                                            | Pongpol Kulchairattana · تایلند                             | ویجای کومار (تیرانداز) · هند                                                    |
| 25 m center fire pistol team | کره جنوبی · Hwang Yoon-sam · Jang Dae-kyu · Kim Jun-hong            | هند · Samaresh Jung · ویجای کومار (تیرانداز) · Pemba Tamang | ویتنام · Hà Minh Thành · هوانگ سوان وین · Phan Xuân Chuyên                      |
| 25 m rapid fire pistol       | لی یوئهونگ · چین                                                    | Zhang Fusheng · چین                                         | Kim Jun-hong · کرهٔ جنوبی                                                        |
| 25 m rapid fire pistol team  | چین · لی یوئهونگ · Zhang Fusheng · Zhang Jian                       | کره جنوبی · Hwang Yoon-sam · Jang Dae-kyu · Kim Jun-hong    | هند · Akshay Suhas Ashtaputre · Neeraj Kumar · ویجای کومار (تیرانداز)           |
| 25 m standard pistol         | Jang Dae-kyu · کرهٔ جنوبی                                            | Mahendra Singh · هند                                        | Oyuuny Tögöldör · مغولستان                                                      |
| 25 m standard pistol team    | کره جنوبی · Hwang Yoon-sam · Jang Dae-kyu · Kim Jun-hong            | چین · لی یوئهونگ · Zhang Fusheng · Zhang Jian               | هند · Neeraj Kumar · Gurpreet Singh · Mahendra Singh                            |
| 50 m pistol                  | Park Dae-hun · کرهٔ جنوبی                                            | Jitu Rai · هند                                              | پانگ وی · چین                                                                   |
| 50 m pistol team             | کره جنوبی · جین جونگ-او · Lee Dae-myung · Park Dae-hun              | چین · Mai Jiajie · پانگ وی · وانگ ژی‌وی                      | تایوان · Chang Lu · Kuo Kuan-ting · Yang Jui-hao                                |
| 10 m air rifle               | یانگ هائوران · چین                                                  | Cao Yifei · چین                                             | پوریا نوروزیان · ایران                                                          |
| 10 m air rifle team          | چین · Cao Yifei · یانگ هائوران · ژو چینان                           | کره جنوبی · Choi Chang-hoon · Kim Dae-seon · Kim Sang-do    | ایران · حسین باقری · پوریا نوروزیان · محمد زائر رضایی                           |
| 50 m rifle prone             | Attapon Uea-aree · تایلند                                           | Han Jin-seop · کرهٔ جنوبی                                    | کیم جونگ-هیون (تیرانداز) · کرهٔ جنوبی                                            |
| 50 m rifle prone team        | کره جنوبی · Han Jin-seop · Kim Hyeon-jun · کیم جونگ-هیون (تیرانداز) | چین · Hou Kai · Li Jiahong · Zhao Shengbo                   | قزاقستان · Alexey Kleimyonov · Igor Pirekeyev · Alexandr Yermakov               |
| 50 m rifle 3 positions       | کیم جونگ-هیون (تیرانداز) · کرهٔ جنوبی                                | ژو چینان · چین                                              | Hui Zicheng · چین                                                               |
| 50 m rifle 3 positions team  | کره جنوبی · Han Jin-seop · Kim Hyeon-jun · کیم جونگ-هیون (تیرانداز) | چین · Cao Yifei · Hui Zicheng · ژو چینان                    | قزاقستان · Igor Pirekeyev · Alexandr Yermakov · Yuriy Yurkov                    |
| Trap                         | Lee Young-sik · کرهٔ جنوبی                                           | Hagen Topacio · فیلیپین                                     | Talal Al-Rashidi · کویت                                                         |
| Trap team                    | کویت · فهد الدیهانی · Abdulrahman Al-Faihan · Talal Al-Rashidi      | چین · Gao Bo · Li Yang · Zhang Yiyao                        | هند · Kynan Chenai · Manavjit Singh Sandhu · Prithviraj Tondaiman               |
| Double trap                  | فهد الدیهانی · کویت                                                 | هو بینیوان · چین                                            | Hamad Al-Marri · قطر                                                            |
| Double trap team             | کویت · Ahmad Al-Afasi · فهد الدیهانی · Saad Al-Mutairi              | چین · هو بینیوان · Wang Hao · Zou Xing                      | قطر · Masoud Al-Athba · Rashid Al-Athba · Hamad Al-Marri                        |
| Skeet                        | Saud Habib · کویت                                                   | Saif Bin Futtais · امارات متحدهٔ عربی                        | Tang Shuai · چین                                                                |
| Skeet team                   | چین · Jin Di · Tang Shuai · Zhang Fan                               | کویت · Zaid Al-Mutairi · عبدالله الرشیدی · Saud Habib       | امارات متحده عربی · Mohamed Hussain Ahmed · Saeed Al-Maktoum · Saif Bin Futtais |

### زنان
| بازی‌ها                      | طلا                                                                        | نقره                                                                          | برنز                                                                           |
| 10 m air pistol             | Heena Sidhu · هند                                                          | اوتریادین گوندگما · مغولستان                                                  | کیم جانگ-می · کرهٔ جنوبی                                                        |
| 10 m air pistol team        | کره جنوبی · Han Yoo-jung · کیم جانگ-می · Oh Min-kyung                      | تایوان · Tien Chia-chen · Wu Chia-ying · Yu Ai-wen                            | چین · گو ونجون · منگ ژو ژانگ · Zhang Jingjing                                  |
| 25 m pistol                 | Zhang Jingjing · چین                                                       | Han Yoo-jung · کرهٔ جنوبی                                                      | Cao Lijia · چین                                                                |
| 25 m pistol team            | کره جنوبی · Han Yoo-jung · کیم جانگ-می · Koh Eun                           | چین · چن یینگ (تیرانداز) · Cao Lijia · Zhang Jingjing                         | مغولستان · Taivanbaataryn Gantuul · اوتریادین گوندگما · Tsogbadrakhyn Mönkhzul |
| 10 m air rifle              | یی سیلینگ · چین                                                            | دو لی · چین                                                                   | نرجس امامقلی‌نژاد · ایران                                                       |
| 10 m air rifle team         | چین · دو لی · یی سیلینگ · ژانگ بینبین                                      | ایران · الهه احمدی · نرجس امامقلی‌نژاد · مه‌لقا جام‌بزرگ                         | کره جنوبی · Im Ha-na · Kim Hye-in · Lee Seung-yeon                             |
| 50 m rifle prone            | Zhanel Serikbayeva · قزاقستان                                              | Sununta Majchacheep · تایلند                                                  | Muslifah Zulkifli · مالزی                                                      |
| 50 m rifle prone team       | قزاقستان · Yelizaveta Korol · Zhanel Serikbayeva · Violetta Starostina     | تایلند · Sununta Majchacheep · Ratchadaporn Plengsaengthong · Supamas Wankaew | چین · Chen Dongqi · دو لی · ژانگ بینبین                                        |
| 50 m rifle 3 positions      | Chen Dongqi · چین                                                          | Chuluunbadrakhyn Narantuyaa · مغولستان                                        | Yoo Seo-young · کرهٔ جنوبی                                                      |
| 50 m rifle 3 positions team | چین · Chen Dongqi · دو لی · ژانگ بینبین                                    | کره جنوبی · Jang Ha-na · Kwon Na-ra · Yoo Seo-young                           | هند · Lajja Goswami · Elizabeth Koshy · Anjum Moudgil                          |
| Trap                        | Lin Yi-chun · تایوان                                                       | Ray Bassil · لبنان                                                            | Liu Yingzi · چین                                                               |
| Trap team                   | چین · Deng Weiyun · Liu Yingzi · Zhu Jingyu                                | کره جنوبی · Cho Seon-ah · Kang Gee-eun · لی بو-نا                             | قزاقستان · Anastassiya Davydova · Mariya Dmitriyenko · Oxana Sereda            |
| Skeet                       | Isarapa Imprasertsuk · تایلند                                              | Lin Piaopiao · چین                                                            | وی نینگ · چین                                                                  |
| Skeet team                  | تایلند · Isarapa Imprasertsuk · Sutiya Jiewchaloemmit · Nutchaya Sutarporn | چین · Lin Piaopiao · وی منگ · وی نینگ                                         | کویت · Afrah Adel · Shaikhah Al-Rashidi · Eman Al-Shamaa                       |

## Medal table
| رتبه           | کشور           | طلا | نقره | برنز | مجموع |
| -------------- | -------------- | --- | ---- | ---- | ----- |
| مجموع (۰ کشور) | مجموع (۰ کشور) | ۰   | ۰    | ۰    | ۰     |

| رتبه            | کشور              | طلا | نقره | برنز | مجموع |
| --------------- | ----------------- | --- | ---- | ---- | ----- |
| ۱               | کرهٔ جنوبی         | ۱۳  | ۷    | ۵    | ۲۵    |
| ۲               | چین               | ۱۲  | ۱۵   | ۹    | ۳۶    |
| ۳               | کویت              | ۴   | ۱    | ۲    | ۷     |
| ۴               | تایلند            | ۳   | ۳    | ۰    | ۶     |
| ۵               | قزاقستان          | ۲   | ۰    | ۳    | ۵     |
| ۶               | هند               | ۱   | ۳    | ۵    | ۹     |
| ۷               | تایوان            | ۱   | ۱    | ۱    | ۳     |
| ۸               | مغولستان          | ۰   | ۲    | ۲    | ۴     |
| ۹               | ایران             | ۰   | ۱    | ۳    | ۴     |
| ۱۰              | امارات متحدهٔ عربی | ۰   | ۱    | ۱    | ۲     |
| ۱۱              | فیلیپین           | ۰   | ۱    | ۰    | ۱     |
| ۱۱              | لبنان             | ۰   | ۱    | ۰    | ۱     |
| ۱۳              | قطر               | ۰   | ۰    | ۲    | ۲     |
| ۱۳              | ویتنام            | ۰   | ۰    | ۲    | ۲     |
| ۱۵              | مالزی             | ۰   | ۰    | ۱    | ۱     |
| مجموع (۱۵ کشور) | مجموع (۱۵ کشور)   | ۳۶  | ۳۶   | ۳۶   | ۱۰۸   |